# Eriu-Sâncrai
Eriu-Sâncrai (węg. Érszentkirály) – wieś w Rumunii, w okręgu Satu Mare, w gminie Craidorolț. W 2011 roku liczyła 651 mieszkańców. 